# Johannes Seilern
Johannes Seilern (* 22. September 1951 in Tschagguns) ist ein österreichischer Schauspieler und Theaterregisseur.

## Leben
Johannes Seilern absolvierte 1974 eine Ausbildung an der Schauspielschule Krauss in Wien, wo er später auch unterrichtete. In der Folge hatte er Engagements unter anderem am Wiener Theater der Jugend, am Wiener Volkstheater, am Theater in der Josefstadt, am Stadttheater Klagenfurt und am Landestheater Niederösterreich. In Deutschland war er etwa am Staatstheater Oldenburg, dem Schauspiel Bonn, dem Renaissance-Theater Berlin, am Schauspielhaus Düsseldorf und am Theater Heidelberg zu sehen.
Als Regisseur inszenierte er beispielsweise die Dramen Kunst und Drei Mal Leben von Yasmina Reza sowie das Stück Dreck von Robert Schneider, die Inszenierungen waren etwa am Theater Center Forum Wien, am Theater praesent und dem Wiener Theater im Wohnzimmer TIWO zu sehen.
In der Kino-Dokumentation Das Land, der Bischof und das Böse (2021) von Anita Lackenberger übernahm er die Rolle des Michael Memelauer, Bischof der Diözese St. Pölten.

## Filmografie (Auswahl)
- 1977: Die Emmingers
- 1982: Kalkstein (Fernsehfilm)
- 1983: Familie Merian
- 1984: Der Mörder (Fernsehfilm)
- 1984: Weltuntergang (Fernsehfilm)
- 1985: Morgengrauen (Fernsehfilm)
- 1991: Tatort: Telefongeld (Fernsehreihe)
- 1993: Ein Wahnsinnskind
- 1994–1997: Ein idealer Kandidat
- 1995: Operation Plutonium (Fernsehfilm)
- 1999: Schlosshotel Orth – Verkauftes Glück (Fernsehserie)
- 2000: Julia – Eine ungewöhnliche Frau – Beugehaft (Fernsehserie)
- 2001: Hainburg (Fernsehfilm)
- 2001: Dolce Vita & Co – Die goldene Hochzeit (Fernsehserie)
- 2003: Zwei Väter einer Tochter
- 2006: Klimt
- 2014: Landkrimi – Alles Fleisch ist Gras (Fernsehreihe)
- 2014: SOKO Donau/SOKO Wien – Gute Gesellschaft (Fernsehserie)
- 2015: Die Frau in Gold
- 2016: Regrets of the Past
- 2017: Die Ketzerbraut (Fernsehfilm)
- 2017: SOKO Kitzbühel – Tod zum Selbermachen (Fernsehserie)
- 2017: SOKO Donau/SOKO Wien – Grenzfall (Fernsehserie)
- 2017: Trakehnerblut (Fernsehserie)
- 2017: Universum History – Tor zum Westen
- 2018: Erik & Erika
- 2018: Universum History – Der Verrat des Kaisers – Karl von Österreich und das Ende der Habsburger
- 2018: Ein wilder Sommer – Die Wachausaga
- 2018: Meiberger – Im Kopf des Täters (Fernsehserie)
- 2019: Tatort – Baum fällt
- 2021: Das Land, der Bischof und das Böse
- 2021: Landkrimi – Steirertod (Fernsehreihe)
- 2021: SOKO Donau/SOKO Wien – Die letzte Party (Fernsehserie)
- 2024: Elfi